# Isla de Pingtan
La isla de Pingtan (en chino, 平潭岛; pinyin, Píng tán dǎo, también llamada Haitan Dao, 海坛岛) es una isla situada en la zona costera oriental de la provincia de Fujian, en la República Popular de China. Se trata de la isla más grande de la provincia y la quinta más grande del país. Pingtan está ahora bajo la administración del condado de Pingtan.
Pingtan se encuentra en la ciudad de Fuqing en el estrecho de Haitan.
Este sitio ha sido añadido a la Lista Tentativa del Patrimonio Mundial de la UNESCO el 29 de noviembre de 2001 en la categoría mixto (cultural y natural).